# Dennis Stock
Dennis Stock (* 24. Juli 1928 in New York City, New York; † 11. Januar 2010 in Sarasota, Florida) war ein US-amerikanischer Fotojournalist und Mitglied der Fotoagentur Magnum Photos.

## Leben
Dennis Stock diente zunächst in der United States Army und machte von 1947 bis 1951 eine Fotografenlehre bei dem Fotografen Gjon Mili. 1951 gewann er den ersten Preis des Life-Magazines in einem Wettbewerb für junge Fotografen. Noch im gleichen Jahr wurde Stock „außerordentliches Mitglied“ der Agentur Magnum. 1954 wurde er Vollmitglied der Agentur.
1955 begegnete Stock dem Schauspieler James Dean und realisierte eine Fotoserie mit dem aufsteigenden Jungstar in Hollywood, in Deans Heimat Indiana sowie in New York. Weltbekannt wurde seine Fotografie James Dean haunted Times Square, New York City, 1955, die Einzug in unzählige Postergalerien und auf Postkarten fand und zu den am meisten reproduzierten Fotografien der Nachkriegszeit zählt. Die Schwarzweißfotografie zeigt den Schauspieler mit hochgezogenem Mantel und lässiger Zigarette im Mundwinkel an einem regennassen Tag. Dennis Stock schuf mit diesem Motiv eine Ikone, die den Kult um den früh verstorbenen Schauspieler noch multiplizierte. Die Geschichte dieser Fotos dient als Grundlage für den 2015 veröffentlichten Film Life. In der Rolle von Stock ist Robert Pattinson zu sehen.
Von 1957 bis Anfang der 1960er Jahre richtete Stock sein Objektiv bevorzugt auf Jazzmusiker. 1962 erhielt er den ersten Preis beim Internationalen Photowettbewerb in Polen. 1968 ließ sich Dennis Stock von Magnum freistellen, um seine eigene Filmfirma, die Visual Objectives Inc., aufzubauen.
Ab 1969 amtierte er wieder als Vizepräsident für Neue Medien und Film bei Magnum. Mitte der 1970er Jahre bereiste er Japan und den Fernen Osten, überdies entstanden zahlreiche Bildreportagen wie z. B. über so konträre Regionen wie Hawaii oder Alaska.
Dennis Stock lebte bis zu seinem Tod in der Provence, Frankreich.

## Veröffentlichungen (Auswahl)
- Jazz-Welt. Text von Nat Hentoff. Hatje, Stuttgart 1959.
- Hawaii. Harry N Abrams, New York 1988, ISBN 0-8109-1076-4. (englisch)
- Provence Memories. Little, Brown & Co., Boston 1989, ISBN 0-8212-1715-1. (englisch)
- James Dean: Fifty Years Ago. Harry N Abrams, New York 2005, ISBN 0-8109-5903-8. (englisch)
- Made in USA (Photographs 1951–1971). Mit Einleitung und Bildkommentaren von Dennis Stock und einem Text von Richard Whelan. Cantz, Ostfildern 1995, ISBN 978-3-89322-639-9 (deutsch-englisch)
- Time is on your side. Prestel, 2014 (Katalog zur Ausstellung im Suermondt-Ludwig-Museum).

## Auszeichnungen
- 1991, Advertising Photographers of America, USA
- 1962, 1. Preis, International Photography Competition, Polen.
- 1951, 1. Preis, "Life" Young Photographers Contest, USA

## Verfilmung
In Life (2015), einer Verfilmung von Stocks Begegnung mit James Dean, wird Stock von Robert Pattinson dargestellt.